# روب سيمز
روب سيمز (بالإنجليزية: Rob Sims)‏ هو لاعب كرة قدم أمريكية أمريكي، ولد في 6 ديسمبر 1983 في ماسيدونيا في الولايات المتحدة.

## وصلات خارجية
- روب سيمز على موقع مرجع كرة القدم المحترفة.كوم (الإنجليزية)